# 卡夫丁峡谷战役
卡夫丁峡谷战役发生于公元前321年，战场位于今意大利卡夫丁峡谷，是第二次萨莫奈战争中的决定性事件，此次事件中既没有战斗，也没有人员伤亡。事件中，罗马人在查明状况前已被萨莫奈人困在一个封闭的山谷中，他们除了商讨于己不利的投降外，别无其他选择。这次行动完全围绕政治展开，双方都试图在不违反战争规则和和平行为的共同信念的情况下，为己方争取最好的条件。最终，萨莫奈人决定为了未来双方良好的关系而放过了罗马人，而罗马人出于宗教和荣誉的考虑被迫暂停了对萨莫奈人的行动。